# Hrabstwo Atchison (Missouri)

Piramida wieku hrabstwa

Hrabstwo Atchison – hrabstwo położone w USA w stanie Missouri z siedzibą w mieście Rock Port. Hrabstwo założono w lutym 1845 roku. Największym miastem w hrabstwie jest Tarkio.

## Miasta
- Fairfax
- Rock Port
- Tarkio
- Westboro

## CDP
- Blanchard
- Phelps City
- Watson (wieś)

## Drogi główne
- Interstate 29
- U.S. Route 59
- U.S. Route 136
- U.S. Route 275
- Route 46
- Route 111